# Хадсон (Вайоминг)
Хадсон (англ. Hudson, Wyoming) — город, расположенный в округе Фримонт (штат Вайоминг, США) с населением в 407 человек по статистическим данным переписи 2000 года.

## География
По данным Бюро переписи населения США, город Хадсон имеет общую площадь в 1,04 квадратных километров, водных ресурсов в черте населённого пункта не имеется.
Город Хадсон расположен на высоте 1550 метров над уровнем моря.

## Демография
По данным переписи населения 2000 года, в Хадсоне проживало 407 человек, 112 семей, насчитывалось 171 домашнее хозяйство и 209 жилых домов. Средняя плотность населения составляла около 374 человек на один квадратный километр. Расовый состав Хадсона по данным переписи распределился следующим образом: 92,63 % белых, 0,25 % — чёрных или афроамериканцев, 2,21 % — коренных американцев, 3,44 % — представителей смешанных рас, 1,47 % — других народностей. Испаноговорящие составили 4,91 % от всех жителей города.
Из 171 домашних хозяйств в 26,3 % — воспитывали детей в возрасте до 18 лет, 52,0 % представляли собой совместно проживающие супружеские пары, в 9,9 % семей женщины проживали без мужей, 34,5 % не имели семей. 32,2 % от общего числа семей на момент переписи жили самостоятельно, при этом 13,5 % составили одинокие пожилые люди в возрасте 65 лет и старше. Средний размер домашнего хозяйства составил 2,38 человек, а средний размер семьи — 3,03 человек.
Население города по возрастному диапазону по данным переписи 2000 года распределилось следующим образом: 25,8 % — жители младше 18 лет, 6,1 % — между 18 и 24 годами, 26,5 % — от 25 до 44 лет, 24,8 % — от 45 до 64 лет и 16,7 % — в возрасте 65 лет и старше. Средний возраст жителей составил 40 лет. На каждые 100 женщин в Хадсоне приходилось 99,5 мужчин, при этом на каждые сто женщин 18 лет и старше приходилось 93,6 мужчин также старше 18 лет.
Средний доход на одно домашнее хозяйство в городе составил 26 563 доллара США, а средний доход на одну семью — 34 375 долларов. При этом мужчины имели средний доход в 30 469 долларов США в год против 19 125 долларов среднегодового дохода у женщин. Доход на душу населения в городе составил 15 515 долларов в год. 12,5 % от всего числа семей в округе и 13,1 % от всей численности населения находилось на момент переписи населения за чертой бедности, при этом 16,1 % из них были моложе 18 лет и 16,0 % — в возрасте 65 лет и старше.